# Akhmed Chakaev
Akhmed Osmanovich Chakaev (en russe : Ахмед Османович Чакаев; né le 23 mars 1988 à Khassaviourt, Daghestan) est un lutteur russe, d’ethnie tchétchène.

## Carrière
Il est médaillé de bronze dans la catégorie des moins de 61 kg aux Championnats du monde de lutte 2016 à Budapest, puis médaillé d'argent dans la même catégorie aux Championnats d'Europe de lutte 2017 à Novi Sad.
Aux Championnats du monde de lutte 2018 à Doha, il remporte la médaille de bronze dans la catégorie des moins de 65 kg.
Il est médaillé de bronze des moins de 65 kg aux Jeux européens de 2019 à Minsk.